# Aeroporto internacional de Norfolk
O Aeroporto internacional de Norfolk (em inglês:  Norfolk International Airport) é um aeroporto dos Estados Unidos situado a 5 km da cidade de Norfolk, no estado da Virgínia. Serve principalmente as cidades de Norfolk e de Virginia Beach, além de toda a região de Hampton Roads.

## Principais linhas aéreas
- Southwest Airlines
- US Airways
- American Airlines
- Continental Airlines
- Delta Air Lines
- Northwest Airlines
- United Airlines